# Liste von Söhnen und Töchtern der Stadt Kaufbeuren
Die folgenden Personen wurden in Kaufbeuren geboren. Ob sie ihren späteren Wirkungskreis in Kaufbeuren hatten, ist in dieser Aufstellung, die im Übrigen keinen Anspruch auf Vollständigkeit erhebt, nicht berücksichtigt.

## Geboren bis 1800
- Kunz von der Rosen (≈1470–1519), der lustige Rat Kaiser Maximilians I. (HRR)
- Jörg Lederer (≈ 1470–1550), Bildschnitzer
- Daniel Hopfer der Ältere (1471–1536), Waffenätzer, Radierer und Holzschneider; seine kunstgeschichtliche Bedeutung erlangte er als Erfinder der Ätzradierung
- Blasius Honold (1477–1549), Kaufmann und Bürgermeister in Kaufbeuren
- Hans Kels der Ältere (≈ 1480/85–1559), Bildhauer, Bildschnitzer und Medailleur
- Loy Hering (1484/85–1554), Bildhauer der Renaissance
- Georg Hörmann (1491–1552), Patrizier und Faktor im Dienste der Fugger
- Christoph Amberger (≈1505–1561/62), herausragender Porträtmaler der „Generation nach Dürer und Burgkmair“
- Hans Kels der Jüngere (≈ 1508–1565/66), Bildschnitzer und Medailleur
- Veit Kels (1513/14–1594/95), Bildschnitzer, Medailleur und Goldschmied
- Viktorin Strigel (1524–1569), lutherischer Theologe und Reformator
- Hans Ulrich Franck (1590/95–1675), Maler und Radierer
- Franz Friedrich Franck (1627–1687), Augsburger Maler
- Maria Crescentia Höss (1682–1744), Mystikerin, Theologin und Oberin im Franziskanerinnen-Kloster Kaufbeuren; 1900 selig-, 2001 heiliggesprochen
- Balthasar Ehrhart (1700–1756), Mediziner, Apotheker, Botaniker und Paläontologe
- Wolfgang Ludwig Hörmann von und zu Gutenberg (1713–1795), Kanzleidirektor und Stadtchronist
- Sophie von La Roche, geb. Gutermann von Gutershofen (1730–1807), Schriftstellerin
- Johannes Friese (1741–1810), evangelischer Schullehrer und Landeshistoriker des Elsass
- Georg Alois Gaibler (1753–1813), Maler
- Bonaventura Brem (1755–1818), der letzte Reichsprälat und Abt des Klosters Weißenau bei Ravensburg
- Christian Jacob Wagenseil (1756–1839), Schriftsteller, Aufklärer und Publizist
- Johann Balthasar Gerhauser (1766–1825), Theologe und Hochschullehrer
- Georg Jakob Wagenseil (1773–1835), einer der Mitbegründer des Stadttheaters Kaufbeuren
- Christoph Daniel Walch der Jüngere (1781–1852), bayerischer Kaufmann und Politiker
- Christoph Friedrich Heinzelmann (1786–1847), liberaler Politiker im Bayerischen Landtag

## Geboren im 19. Jahrhundert
- Jakob Filser (1802–1880), Zeichner und Zeichenlehrer
- Peter Schegg (1815–1885), römisch-katholischer Geistlicher, Theologe und Hochschullehrer
- Johannes Haag (1819–1887), Ingenieur und Unternehmer
- Willibald Filser (1831–1895), Maler und Vergolder, Kunsthändler, Magistratsrat und Museumsgründer
- Friedrich Bachschmid (1832–1907), bayerischer Kaufmann und Kommunalpolitiker
- Wilhelm Schütze (1840–1898), Genremaler
- Rudolf Michael Kuppelmayr (1843–1918), Maler
- Max Westermaier (1852–1903), Botanikprofessor mit enger Bindung an die Katholische Kirche
- Richard Fischer (1855–1926), Sozialdemokratischer Reichstagsabgeordneter und Geschäftsführer der „Vorwärts“-Buchhandlung und Verlagsanstalt Paul Singer Co.
- Ludwig Ganghofer (1855–1920), Schriftsteller, der durch seine Heimatromane bekannt geworden ist
- Karl Lintner (1855–1926), Brauwissenschaftler und Professor für Gärungschemie
- Karl Hoefelmayr (1867–1940), Biotechnologe und Käsefabrikant
- Johann Edwin Wolfensberger (1873–1944), Schweizer Drucker
- Emanuel Christa (1874–1948), Geologe und Mineraloge
- Alfred Louis Laubmann (1886–1965), Ornithologe
- Hubert Wilm (1887–1953), Grafiker, Kunsthistoriker, Journalist und Kunstsammler
- Emil Karl Frey (1888–1977), Chirurg und Hochschullehrer
- Wilhelm Pfaffenzeller (1888–1986), Politiker
- Rudolf Probst (1890–1968), Kunsthändler, Wegbereiter der Klassischen Moderne in Deutschland
- Rudolf Rößler (1897–1958), Theaterkritiker, Verleger und Spion

## Geboren im 20. Jahrhundert

### 1901 bis 1950
- Johann Nepomuk Glöggler (1910–2004), Bauunternehmer, Baustoffgroßhändler; baute die zeitweise größte deutsche Textilindustrie-Unternehmensgruppe auf und war Großaktionär des Baukonzerns Philipp Holzmann AG
- Wilhelm Walcher (1910–2005), Physiker
- Fritz Bauer (Politiker, 1912) (1912–1990), Jurist und Bürgermeister von Fürstenfeldbruck
- Hans Liebherr (1915–1993), Baumeister, Erfinder des mobilen Turmdrehkrans und Gründer der internationalen Firmengruppe Liebherr
- Martin Geiser (1925–2018), Politiker (SPD)
- Gerhard Schmid (1925–2004), Orgelbauer
- Hans Magnus Enzensberger (1929–2022), Dichter, Schriftsteller, Übersetzer und Redakteur
- Fritz Junginger (* 1936), Bibliothekar
- Wilhelm Holderied (* 1940), Maler und Bildhauer
- Dieter Schingnitz (* 1940), Orgelbauer
- Sigulf Guggenmos (1941–2018), Amateurarchäologe
- Dietrich Wildung (* 1941), Ägyptologe, ehemaliger Direktor des Ägyptischen Museums Berlin
- Wolfgang Gessenharter (1942–2019), Politikwissenschaftler, Soziologe und Theologe
- Walter Riester (* 1943), ehemaliger Bundesminister für Arbeit und Sozialordnung (in seiner Amtszeit wurde die sog. „Riester-Rente“ geschaffen)
- Peter Pius Irl (* 1944), Autor, Schauspieler und Regisseur
- Peter Lippert (1945–2012), Politiker (BP)
- Angela Schönberger (* 1945), Kunsthistorikerin
- Raimund Krone (1946–2021), Schauspieler und Synchronsprecher
- Christa Baumgärtel (* 1947), Bildhauerin
- Hubert Weiger (* 1947), Naturschützer; seit 2002 Vorsitzender des Bundes Naturschutz in Bayern e. V. und seit 2007 auch Vorsitzender des Bundes für Umwelt und Naturschutz Deutschland e. V.
- Lutz Gissmann (* 1949), Virologe
- Walter Köberle (* 1949), Eishockeyspieler und -trainer

### 1951 bis 1975
- Stefan Metz (* 1951), Eishockeyspieler
- Johann Georg Koch (1952–2007), Jurist und Präsident des BLKA
- Heinz Maurus (* 1952), Politiker (CDU)
- Erich Weishaupt (* 1952), Eishockeyspieler
- Dieter Wonka (* 1954), Journalist und Chefkorrespondent von RND
- Gerald Endres (* 1955), Journalist und Dokumentarfilmregisseur
- Bernhard Loos (* 1955), Politiker (CSU)
- Helmut Nieberle (1956–2020), Jazzmusiker
- Dieter Medicus (* 1957), ehemaliger Eishockeyspieler und seit 2007 Mitglied der Hall of Fame des deutschen Eishockeymuseums
- Abt Athanasius Berggold (* 1958), Abt des Klosters Metten
- Hans-Peter Durst (* 1958), Radsportler
- Angelika Schorer (* 1958), Politikerin (CSU)
- Manfred Schuster (* 1958), Eishockeyspieler
- Gerhard Hegen (* 1959), Eishockeytorwart und -trainer
- Franz Peter Fischer (* 1959), Konzertmeister
- Christian Lindner (* 1959), Journalist
- Udo Reichl (* 1959), Biotechniker
- Susanne Albrecht, Künstlerin
- Harald Schultes (1960–2019), Gastronom, Starkoch, Unternehmer und Autor
- Ecco Meineke (* 1961), Musiker, Kabarettist und Autor
- Dieter Hegen (* 1962), Eishockeyspieler
- Wolfgang Höbel (* 1962), Journalist, Redakteur, Musik- und Theaterkritiker
- Wolf Alexander Hanisch (* 1963), Reisefeuilletonist und Buchautor
- Josef Kontny (* 1963), Eishockeytorhüter
- Ralf Bibiella (* 1964), Kirchenmusiker
- Stefan Bosse (* 1964), Politiker (CSU); seit 2004 Oberbürgermeister der Stadt Kaufbeuren
- Christian Cebulj (* 1964), katholischer Theologe und Religionspädagoge
- Klaus Dienelt (* 1964), Jurist
- Marcus Maurer (1966–2024), Dermatologe und Allergologe
- Cornelia Renz (* 1966), Künstlerin
- Martin Rink (* 1966), Militärhistoriker und Offizier
- Wolfgang Schultze (* 1966), Ökonom und Ordinarius für BWL
- Ruth Berktold (* 1967), Architektin und Professorin
- Endy Hupperich (* 1967), Bildender Künstler
- Sibylle Feucht (* 1968), Künstlerin
- Andrea Peterhansel, geb. Mayer (* 1968), Rallye-Raid-Rennfahrerin, Journalistin, Instruktorin und Schriftsetzerin
- Oliver Steinke (* 1969), Schriftsteller und Autor
- Tom Novy (* 1970), House-DJ und Produzent
- Alexander Pfluger (* 1970), Musiker, Komponist und Arrangeur
- Daniela Dinandt, geb. Worel (* 1971), Hörfunk- und Fernsehmoderatorin
- Stephan Kampowski (* 1972), Anthropologe
- Katrin Stehle (* 1972), Schriftstellerin
- Tanja Wielgoß (* 1972), Managerin
- Ulrich Vogl (* 1973), Bildhauer, Installations- und Objektkünstler
- Stefan Ustorf (* 1974), Eishockeyfunktionär und -spieler
- Christian Seeberger (* 1975), Eishockeyspieler
- Carola Weiß (* 1975), Squashspielerin

### 1976 bis 2000
- Andrea Schaller (* 1976), Fußballspielerin
- Christian Baader (* 1977), Eishockeytorwart
- Ingrid Czaika (* 1978), deutsch-österreichische Musikwissenschaftlerin, Dirigentin und Pianistin
- Martin Hamann (* 1978), Eishockeyspieler
- Michael Kammermeier (* 1978), Koch
- Christopher Nell (* 1979), Schauspieler
- Dorothea Huber (* 1980), Grafikerin, Illustratorin
- Sebastian Furchner (* 1982), Eishockeyspieler
- Clemens Heringer (* 1982), Eishockeytorwart
- Daniel Rau (* 1982), Eishockeyspieler
- Sebastian Osterloh (* 1983), Eishockeyspieler
- Johannes Meier (* 1984), deutsch-österreichischer Fußballspieler
- Marius Steinert (* 1984), Eishockeyspieler
- Alexander Sulzer (* 1984), Eishockeyspieler
- Max Schmidle (* 1985), Eishockeyspieler
- Andreas Unterreiner (* 1985), Jazzmusiker
- Florian Kettemer (* 1986), Eishockeyspieler
- Max Lütgendorff (* 1986), österreichischer Opernsänger (Tenor)
- Caner Schmitt (* 1988), deutsch-türkischer Fußballspieler
- Daniel Oppolzer (* 1989), Eishockeyspieler
- Katharina Bunk (* 1991), Gedächtnissportlerin
- Lucia Kaiser (* 1992), Volleyballspielerin
- Maximilian Schäffler (* 1992), Eishockeyspieler
- Daria Gleißner (* 1993), Eishockeyspielerin
- Philipp de Paly (* 1993), Eishockeyspieler
- Maximilian Sigl (* 1994), Eishockeyspieler
- Daniel Pfaffengut (* 1996), Eishockeyspieler
- Denis Pfaffengut (* 1997), Eishockeyspieler
- Anna Juppe (* 1999), österreichische Biathletin

## Geboren im 21. Jahrhundert
- Philipp Krauß (* 2001), Eishockeyspieler
- Luis Vorbach (* 2005), Schauspieler